# Галстян, Славик
Славик Галстян (арм. Սլավիկ Գալստյան; род. 21.12.1996) — армянский борец греко-римского стиля, призёр чемпионата мира 2019 года, призёр чемпионата Европы 2021 года. Член сборной Армении по борьбе

## Биография
На чемпионате Европы среди спортсменов не старше 23-х лет, который проходил в Сербии в 2019 году, завоевал серебряную медаль в весовой категории до 63 кг.
На предолимпийском чемпионате планеты в Казахстане в 2019 году в весовой категории до 63 кг, Славик завоевал бронзовую медаль уступив в полуфинале борцу из России Степану Маряняну.
На чемпионате Европы по борьбе 2021 года, который проходил в Варшаве, армянский спортсмен в весовой категории до 67 кг, сумел завоевать бронзовую медаль.